# 單點城市立交

一個顯示靠右行駛的高速公路單點城市立交藍圖。紅線顯示駛入高速公路；綠線顯示駛出高速公路；而直接通過的則為灰色。所有同色的交通可以同時進行。

單點城市立交（英語：Single-point urban interchange），或稱單點立交（英語：Single-point interchange）、單點鑽石型交流道，是交流道的一種。這是一種在有限地方內可以在容許大量交通流過，卻又保障安全和效率的交流道。

## 概要

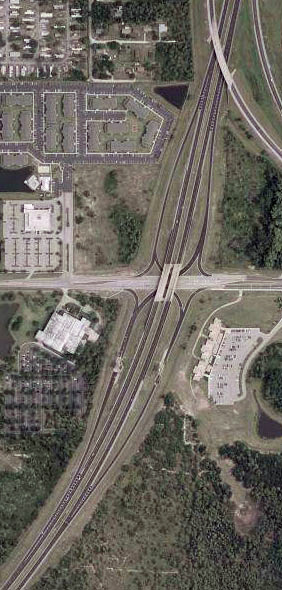
典型的單點城市立交

單點城市立交與菱形立交的構成方法相似，但單點城市立交可以將菱型立交的兩個交匯點，利用同時左轉壓縮成一個自由的交匯點。

「單點」指所有通過主幹道及左轉的車輛都可以透過一組交通燈加以控制。由於其優良的空間與處理行車的效率，這種設計被廣泛用於翻新的交流道，或新建的交流道，尤其在密集的城市環境中。

通常當引道被連接至臨街道時，單點城市立交可以允許交通直接由出口引道直接行走至入口引道。由於大部分直接通過的交通都可以經過交流道行走，單點城市立交在這情況下仍然比地面立交更有效率。

## 歷史
首個單點城市立交於1974年2月25日，美國佛羅里達州的克利爾沃特開通。設計者是華萊士‧霍克斯（Wallace Hawkes），一名在J.E.格雷納股份有限公司（J.E. Greiner, Inc.，後期的URS公司）的交通運輸工程總監，即被稱為「城市交立鼻祖」的人。

## 亞太地區應用

### 臺灣
- 中山高速公路
  - 幼獅交流道
  - 銅鑼交流道
  - 新竹交流道 (95A-公道五路)
- 福爾摩沙高速公路
  - 大山交流道
  - 南雲交流道

### 香港

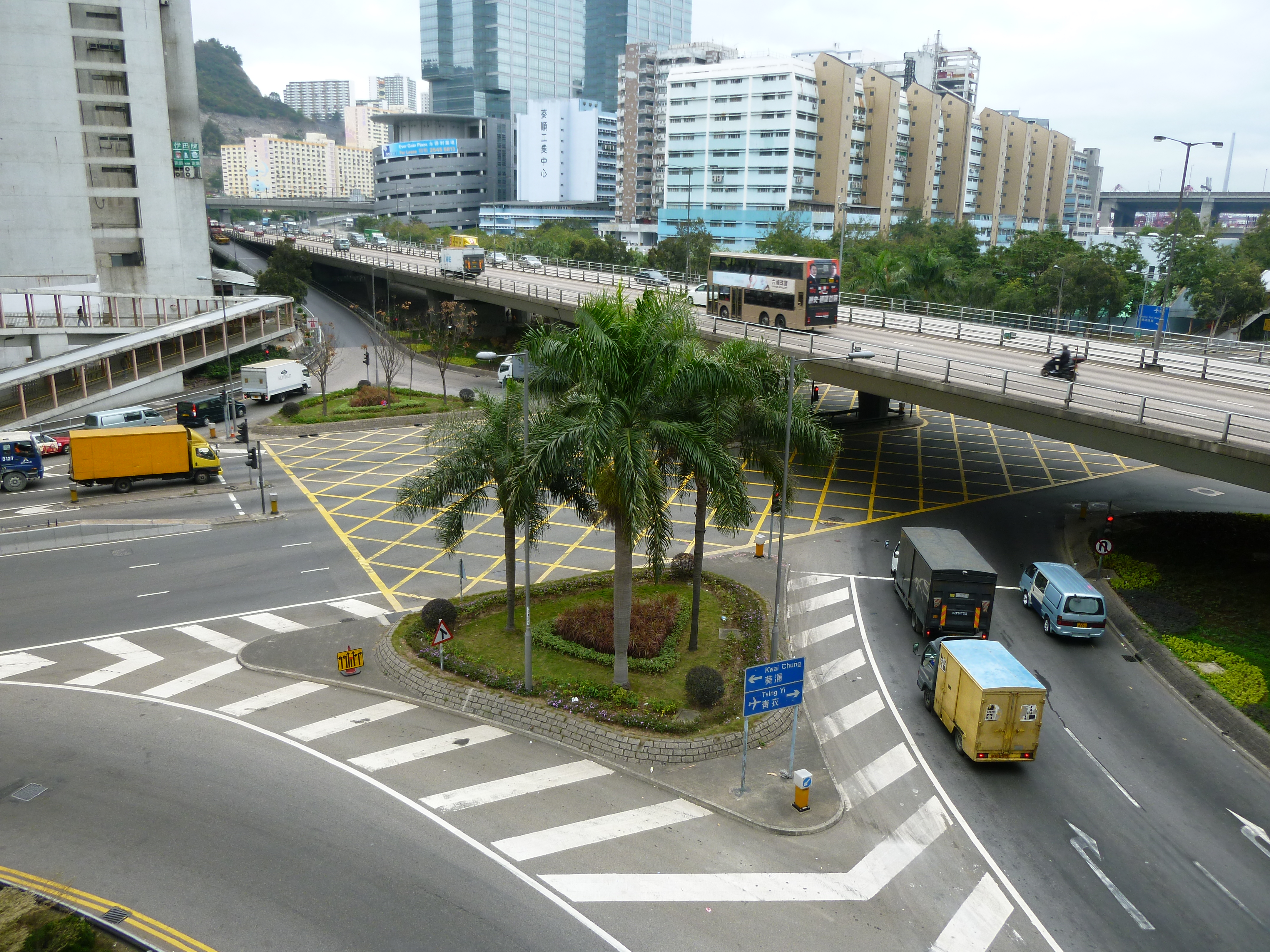
香港葵青交匯處，採用靠左行駛，並有一個路口方形黃綫區。

- 荃灣路（五號幹線）和葵青路 / 興芳路的葵青交匯處。(22°21′20″N 114°07′24″E / 22.355632°N 114.12323°E)

### 印度尼西亞
- 雅加達內環路（國道1號） 和 Gedong Panjang。(6°07′53″S 106°48′21″E / 6.131461°S 106.805702°E)

### 新加坡
- 友諾士天橋（Eunos Flyover）：1°19′34″N 103°54′21″E / 1.326191°N 103.905765°E
- 洛陽天橋（Loyang Flyover）：1°21′37″N 103°57′40″E / 1.360214°N 103.961109°E
- 巴耶利峇交流道（Paya Lebar interchange）1°19′22″N 103°53′27″E / 1.322866°N 103.890912°E.

### 澳洲
這種交流道在澳洲日漸普及，其中有不同的設計位於：
- 悉尼（33°45′32″S 151°02′57″E / 33.7588031°S 151.0491352°E）
- 墨爾本（37°48′15″S 145°10′41″E / 37.80407°S 145.1781235°E）
- 布里斯班（27°24′40″S 153°03′34″E / 27.4111344°S 153.0594738°E）
- 珀斯（31°58′24″S 115°57′29″E / 31.9733993°S 115.9581574°E）